# Walter Langer (Politiker, 1892)
Walter Langer (* 2. Oktober 1892 in Crimmitschau; † 22. Juli 1977 in Coburg) war ein deutscher Kommunalpolitiker der FDP. Er war vom 1. Juli 1948 bis 30. April 1970 Oberbürgermeister von Coburg.

## Werdegang
Das Abitur legte er an der Thomasschule zu Leipzig ab. Nachdem er als Kriegsfreiwilliger am Ersten Weltkrieg teilgenommen hatte, promovierte er im Jahr 1922 zum Doktor der Rechte. Er wurde während seines Studiums bei der Landsmannschaft Neoborussia Halle aktiv. Bis zum Ausbruch des Zweiten Weltkrieges praktizierte er als Rechtsanwalt. Sodann wurde er zur Reichsluftwaffe eingezogen.
Nach dem Krieg floh er nach Coburg und arbeitete wieder als Rechtsanwalt. Einen Namen machte er sich als Verteidiger in den anlaufenden Entnazifizierungsverfahren.
Im Mai 1948 trat Langer für die FDP als Oberbürgermeisterkandidat an und gewann gegen den bisherigen Amtsinhaber Ludwig Meyer von der SPD. Er trat am 1. Juli 1948 sein neues Amt an.

## Politik
Wichtigste Herausforderung zu Beginn seiner Amtszeit waren Wohnungsnot bzw. Flüchtlingsproblematik. Hierzu wurde die städtische Wohnungsbaugesellschaft gegründet. Am Hörnleinsgrund entstand mit dem "Demo" genannten Demonstrativ-Bauvorhaben ab den 1960er Jahren ein neues Stadtviertel.
Ein umstrittenes Projekt in seiner Amtszeit war der Bau des Kongresshauses Rosengarten, das 1962 eingeweiht wurde.

## Ehrungen
Mit dem Ausscheiden aus dem Amt verlieh ihm die Stadt Coburg 1970 die Ehrenbürgerwürde. Die Verbindungsstraße zwischen den Stadtteilen Ketschendorf und Seidmannsdorf wurde nach Dr. Walter Langer benannt.